# State of Alert
State of Alert lub S.O.A. – amerykański zespół punkrockowy z Waszyngtonu.

## Historia
Istniał od października 1980 do lipca 1981. Jego liderem był Henry Garfield znany później jako Henry Rollins. W marcu 1981 grupa wydała nakładem firmy Dischord Records EPkę z 10 utworami pt. No Policy. Później na składance Flex Your Head ukazały się jeszcze 3 piosenki. State Of Alert w przeciągu swojego istnienia zagrał w sumie 12 koncertów – wszystkie na wschodzie USA. Zadebiutowali 6 grudnia 1980 roku w Waszyngtonie, a ostatni występ dali 10 lipca 1981 w Filadelfii. Henry Rollins później wspominał, że koncerty zespołu trwały przeważnie od 10 do 15 minut, ponieważ piosenki trwały po 40 sekund. State of Alert wywarł również duży wpływ na zespoły takie jak np. Negative Approach.
Po rozpadzie zespołu gitarzysta Michael Hampton i perkusista Ivor Hansen utworzyli zespół The Faith z Alec MacKaye'm (bratem Ian MacKaya). W 1985 Hampton i Ian MacKay spotkali się w zespole Embrace. W 1986 utworzył One Last Wish z Guy Picciotto (z Fugazi i Rites Spring) i Brendan Canty (Fugazi).
Basista Wendel Blow kontynuował grę w zespołach: Iron Cross i Lethal Intent.

## Muzycy
- Henry Garfield (Henry Rollins) − śpiew
- Michael Hampton − gitara
- Wendel Blow − gitara basowa
- Simon Jacobsen − perkusja (1980-1981)
- Ivor Hansen − perkusja (1981)

## Dyskografia

### EP
- No Policy (1981)

### Kompilacje różnych wykonawców
- Flex Your Head (1982) − utwory: "I Hate the Kids", "Disease" i "Stepping Stone"